# Colisée Pepsi
Das Colisée Pepsi (englisch Pepsi Coliseum; ehemals Colisée de Québec beziehungsweise Quebec (City) Coliseum) ist eine Multifunktionshalle in der Stadt Québec in Kanada. Es befindet sich auf dem Messegelände ExpoCité nördlich der Innenstadt und wird zurzeit nicht genutzt.
Von 1972 bis 1995 war es die Heimspielstätte der Québec Nordiques aus der World Hockey Association bzw. der National Hockey League. Ferner wurden in der Arena die Heimspiele der Québec Remparts, die in der QMJHL spielen, sowie der Québec Radio X, die Teil der Ligue Nord-Américaine de Hockey waren, ausgetragen.
An der Stelle der heutigen Arena wurde 1910 das originale Colisée de Québec erbaut, wo die Heimspiele der Quebec Bulldogs aus der NHL ausgetragen wurden. Das heutige Gebäude wurde 1949 erbaut und besaß zunächst eine Sitzplatzkapazität für 10.034 Personen. Im Jahr 1980 wurde das Stadion jedoch umgebaut und renoviert. Seitdem weist es eine Kapazität von 15.176 Zuschauern auf und zeigte sich damit auch dem NHL-Standard gewachsen. Neben den Sportveranstaltungen wird das Colisée Pepsi auch für Konzerte genutzt.
Im Jahr 2008 war die Arena neben dem Halifax Metro Centre Austragungsort der Eishockey-Weltmeisterschaft der Herren. Dreißig Jahre zuvor war das Colisée einer der Austragungsorte der Eishockey-Weltmeisterschaft der Junioren 1978.
Seit September 2015 spielen die Remparts im neuen Centre Vidéotron. Es besteht derzeit nicht die Absicht, das Colisée Pepsi abzureißen, da es in naher Zukunft möglicherweise für die Durchführung Olympischer Winterspiele genutzt werden könnte.
Am 14. September 2015 wurde das Colisée Pepsi nach einem Konzert der Gruppe Metallica nach 66 Jahren geschlossen.

## Galerie

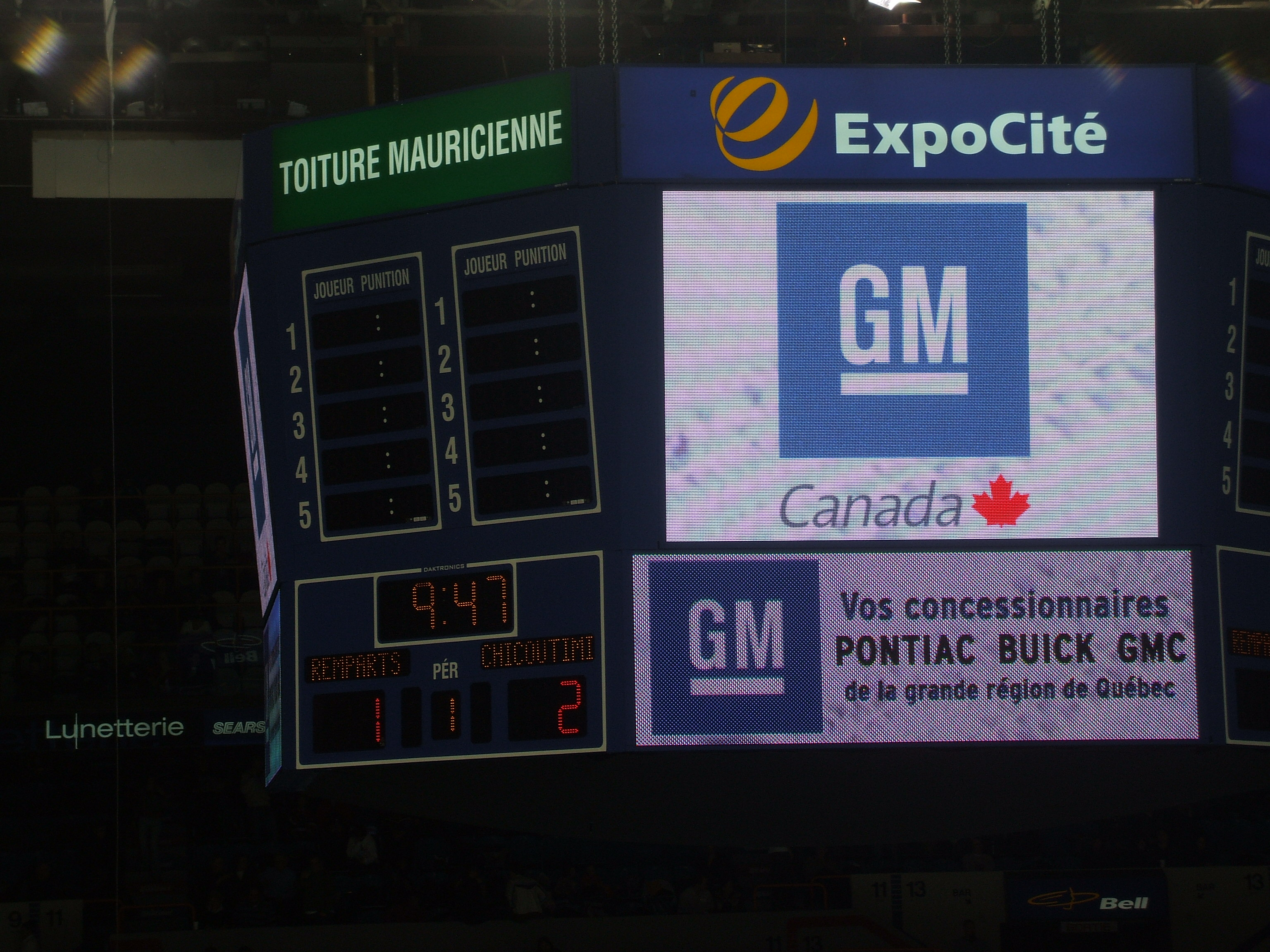
Videowürfel
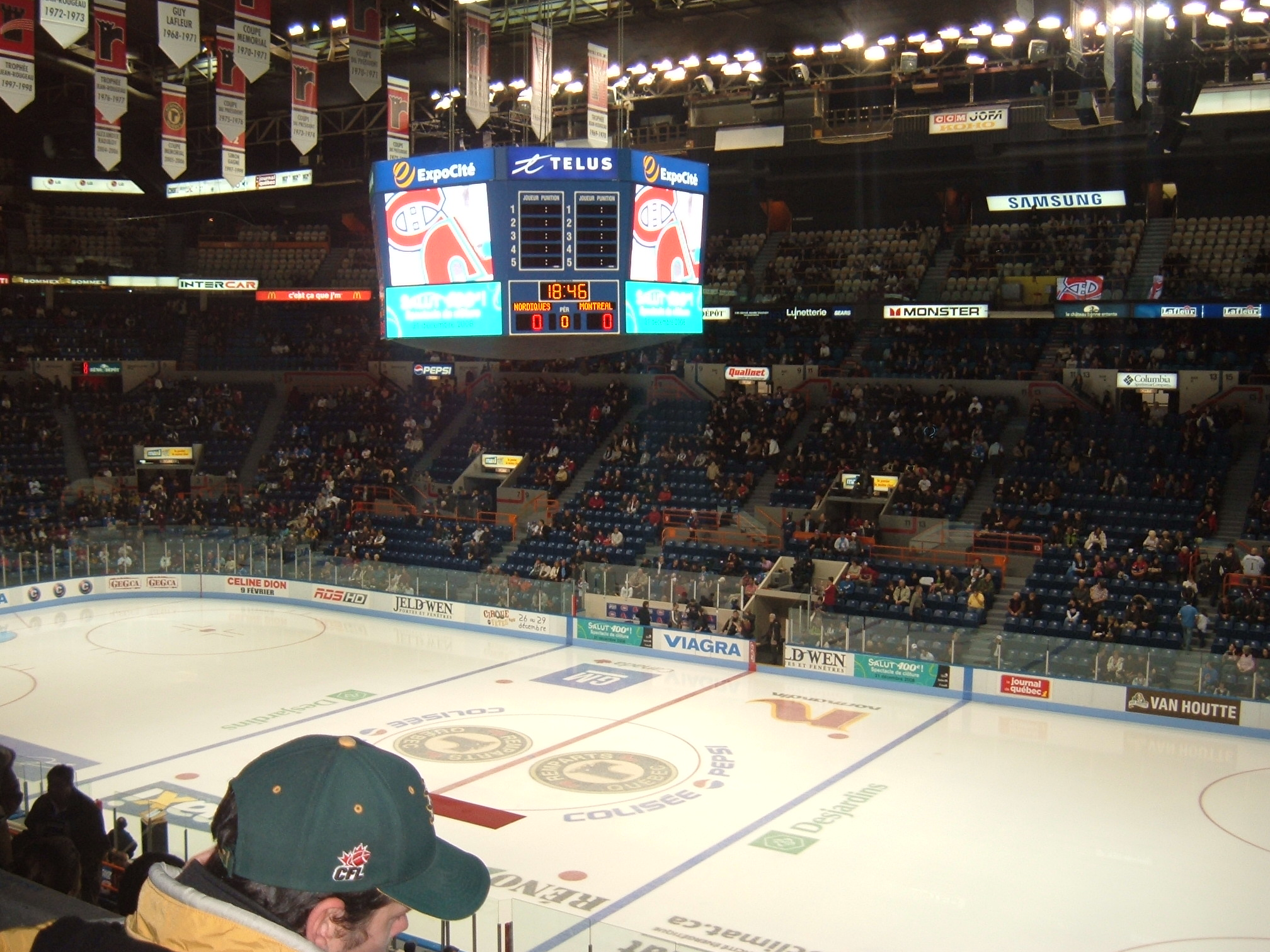
Innenansicht während eines Spiels
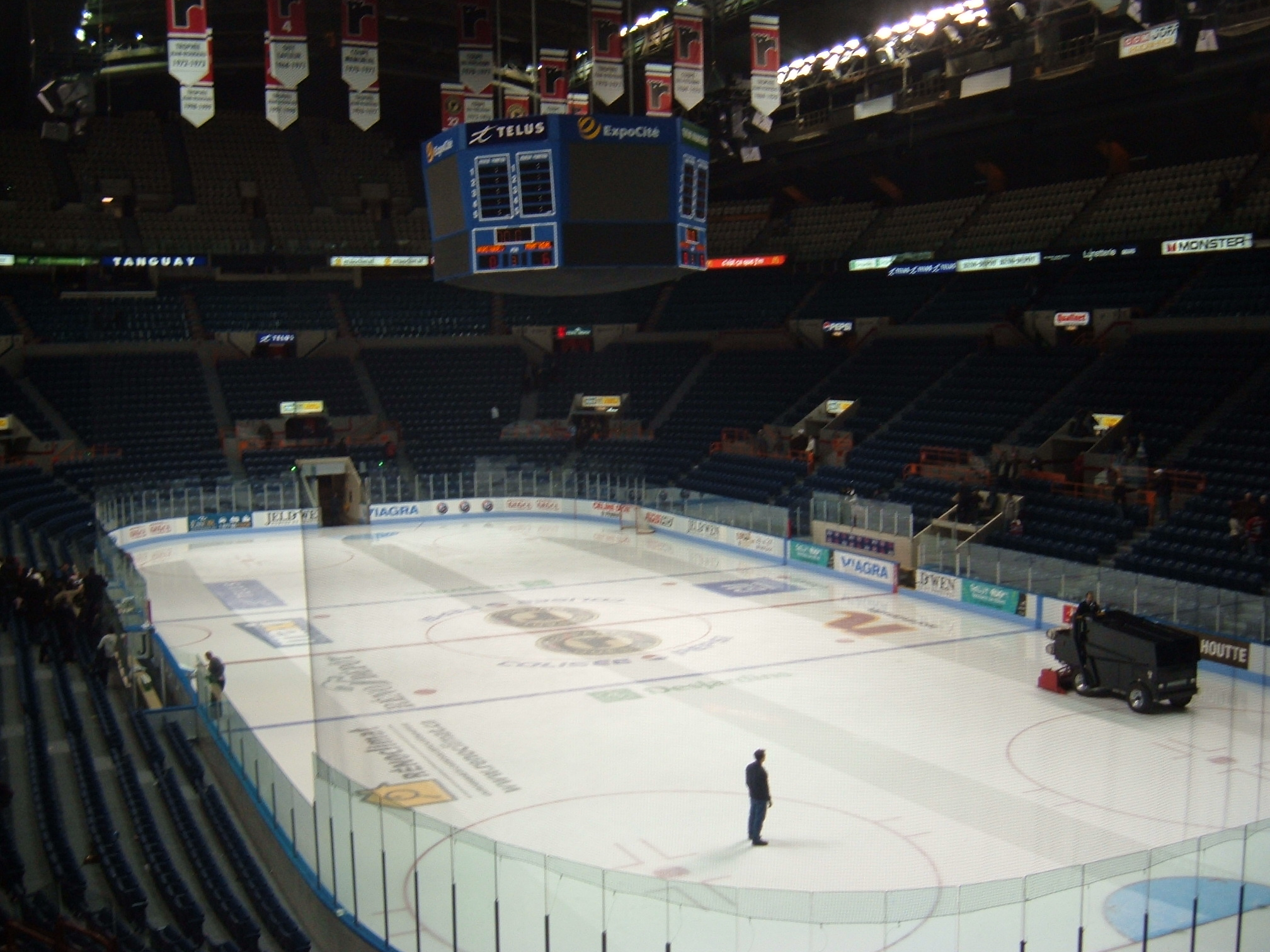
Innenansicht